# Tomberger Hof

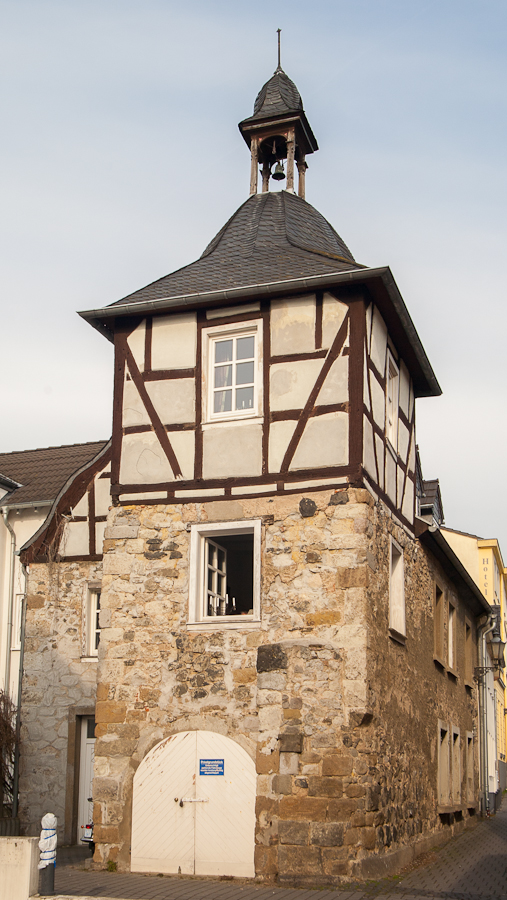
Tomberger Hof

Der Tomberger Hof ist ein spätmittelalterlicher Gutshof in Königswinter, einer Stadt im nordrhein-westfälischen Rhein-Sieg-Kreis. Er ist das älteste Gebäude sowie der älteste erhaltene Winzerhof im Stadtkern und erhielt seine heutige Form bei Um- und Anbauten des 19. Jahrhunderts. Der Tomberger Hof liegt an der Nordseite der Tomberger Straße (Hausnummer 4), einer der zur Hauptstraße hinaufführenden Altstadtgassen.

## Geschichte
Der Hof wurde von den Herren zu Tomburg und Landskron erbaut, die nach 1397 eine gemeinsame Herrschaft bildeten. 1407 war er laut der frühesten urkundlichen Nennung im Besitz des Burggrafen Godard von Drachenfels. Als Winzerhof mit eigenem Weinkeller genutzt, verfügte der Tomberger Hof vermutlich auch über ein separat gelegenes Kelterhaus. Im 18. Jahrhundert wurde das massiv gebaute Hauptgebäude um einen turmartigen Fachwerkaufsatz im Stil des Barock erhöht.
Am 20. März 1844 erwarb die katholische Pfarrgemeinde den Tomberger Hof, um dort ein Kranken- und Armenhaus sowie eine Kleinkinderbewahranstalt einzurichten. Für die neue Nutzung erfuhr er unter Abriss vormaliger Nebengebäude eine hofseitige Erweiterung um ein langgestrecktes Gebäude in spätklassizistischen Formen, das bis zur Eröffnung der Einrichtung im Oktober 1845 fertiggestellt war. Das Krankenhaus war das erste in Königswinter, trug den Namen „St. Josef“ (im Volksmund „Klösterchen“) und wurde ab dem 3. Oktober 1856 von der Ordensgemeinschaft der Armen Dienstmägde Jesu Christi geleitet. Eine Krankenhaus- bzw. Klosterkapelle, eingeweiht 1875, befand sich im mittelalterlichen Teil der Hofanlage. Die Kinderbewahranstalt, untergebracht im Erdgeschoss und ebenfalls unter Leitung der Ordensgemeinschaft, wurde 1875 als Folge des Kulturkampfes geschlossen. 1892 beherbergte das Krankenhaus 90 Kranke. Ab 1904 war es im Besitz der Pfarrgemeinde St. Remigius; im Tomberger Hof war das Krankenhaus noch bis zur Fertigstellung eines Neubaus im Jahre 1910 beheimatet.
Der Tomberger Hof dient heute als Wohnhaus. Er steht als Baudenkmal unter Denkmalschutz. Die Eintragung in die Denkmalliste der Stadt Königswinter erfolgte am 3. Oktober 1989.

## Architektur
Die Hofanlage gliedert sich in den im Kern spätmittelalterlichen, zur Tomberger Straße hin gelegenen Altbau sowie den rückwärtigen bzw. hofseitigen Erweiterungsbau aus der Mitte des 19. Jahrhunderts. Der Altbau ist als Winkelbau zweigeschossig in Bruchstein errichtet, für den Basalt-, Tuff- und Trachytblöcke verwendet wurden. Unter dem vorderen Teil befindet sich ein gewölbter Weinkeller, dessen Ein- und Ausgang jeweils mit einem Rundbogentor aus Trachytquadern versehen ist. Der turmartige Fachwerkaufsatz aus dem 18. Jahrhundert wird nach oben hin von einer geschweiften Haube mit offener Laterne abgeschlossen. Ein rückwärtig anschließender Dachstuhl ist vermutlich noch spätmittelalterlich mit einseitig erhaltenem, im 18. Jahrhundert in der Spitze verschiefertem Schweifgiebel. Auf das Ende des 19. Jahrhunderts geht die Buntverglasung der Fenster im Obergeschoss an der Stelle der ehemaligen Krankenhauskapelle zurück. Die Fenster erhielten ihre heutige, vergrößerte Form im 18. und 19. Jahrhundert und sind zur Tomberger Straße hin von Sandsteingewänden umrahmt. Das Treppenhaus im Innern erweitert sich im Obergeschoss zweiläufig. Letzteres ist mit unverzierten Kölner Decken ausgestattet.
Der um 1845 entstandene hofseitige Erweiterungsbau ist ein langgestreckter, zweieinhalbgeschossiger Putzbau, der in den mittelalterlichen Teil übergeht. Eine Erweiterung dieses Hofteils bis hin zur Altenberger Gasse stammt aus dem Jahre 1866. Er umfasst zehn Achsen mit durch erhöhtem Giebel betonter Mittelachse, wobei die Eingangstüren aus den Achsen verschoben sind. Die verschiedenen Dachstühle aus den unterschiedlichen Bauphasen der Hofanlage überschneiden sich teilweise, sodass sich ein komplexes Dachgefüge ergibt. Zur Altenberger Gasse hin wird sie durch eine Bruchsteinmauer aus dem 18. Jahrhundert abgegrenzt.